# Erik Thorstvedt
Erik Thorstvedt (* 28. Oktober 1962 in Stavanger) ist ein ehemaliger norwegischer Fußballspieler.

## Spielerkarriere

### Viking Stavanger
Erste Spielpraxis sammelte Erik Thorstvedt in seiner norwegischen Heimat bei Eik-Tønsberg und Viking Stavanger, ehe er 1986 zum deutschen Erstligisten Borussia Mönchengladbach wechselte.

### Borussia Mönchengladbach
Der am Anfang der Saison nach Gladbach gewechselte Thorstvedt feierte sein Debüt in der Fußball-Bundesliga 1985/86 am 23. Spieltag beim 2:0-Auswärtssieg beim 1. FC Köln und absolvierte bis zum Saisonende acht weitere Ligaspiele. Im UEFA-Pokal 1985/86 war Gladbach zuvor mit seinem Vorgänger Ulrich Sude in der 3. Runde mit 5:1 und 0:4 an Real Madrid gescheitert. In der Saison 1986/87 bestritt er lediglich die ersten drei Ligaspiele und wechselte 1987 zum schwedischen Spitzenklub IFK Göteborg.

### IFK Göteborg
Göteborg gewann mit Trainer Gunder Bengtsson in der Fotbollsallsvenskan 1987 die schwedische Meisterschaft und sicherte sich mit Torhüter Thomas Wernersson zudem den Titel im UEFA-Pokal 1986/87. 1987 beendete Wernersson nach diesen Erfolgen seine Karriere und wurde von Erik Thorstvedt abgelöst. In der Fotbollsallsvenskan 1988 konnte Göteborg seinen Titel nicht verteidigen, sondern verlor nach einem zweiten Platz in der regulären Saison im Halbfinale gegen Djurgårdens IF. Im Europapokal der Landesmeister 1988/89 scheiterte Göteborg im Viertelfinale an Steaua Bukarest. Thorstvedt war jedoch bereits im Dezember 1988 zum englischen Erstligisten Tottenham Hotspur gewechselt.

### Tottenham Hotspur
Tottenham beendete die Saison in der Football League First Division 1988/89 auf dem sechsten Tabellenplatz. Die folgende Saison 1989/90 führte die Mannschaft aus Nordlondon auf den dritten Platz hinter dem Meister FC Liverpool und Aston Villa. Die Spielzeit 1990/91 verlief in der First Division mit dem zehnten Platz enttäuschend, dafür gewann Thorstvedt mit seinen Mitspielern Gary Lineker, Paul Gascoigne und Pat Van Den Hauwe den FA Cup 1990/91 durch ein 2:1 nach Verlängerung gegen Nottingham Forest. Im Europapokal der Pokalsieger 1991/92 folgte das Aus nach Erfolgen über Hajduk Split und den FC Porto im Viertelfinale gegen Feyenoord Rotterdam. In der englischen Meisterschaft agierte Tottenham nach den Abgängen von Lineker und Gascoigne wenig erfolgreich. In der zwischenzeitlich eingeführten Premier League 1994/95 sorgten auch 20 Ligatreffer von Jürgen Klinsmann lediglich für einen siebenten Tabellenplatz. Im UEFA Intertoto Cup 1995 verpassten die Spurs die Teilnahme am UEFA-Pokal deutlich. Nach einer weiteren Saison in der Premier League 1995/96 beendete Thorstvedt 1996 seine Karriere verletzungsbedingt im Alter von 33 Jahren.

### Norwegische Nationalmannschaft
Zwischen 1982 und 1996 absolvierte Erik Thorstvedt 97 Länderspiele für die Norwegische Fußballnationalmannschaft. Höhepunkt war die Teilnahme an der Fußball-Weltmeisterschaft 1994 in den USA. Thorstvedt bestritt alle drei Vorrundenspiele gegen Mexiko, Italien und Irland, scheiterte mit seinem Team jedoch denkbar knapp aufgrund der schlechtesten Tordifferenz. Bereits zehn Jahre zuvor hatte er mit Norwegen an den Olympischen Sommerspielen 1984 in Los Angeles teilgenommen. Auch in diesem Turnier schied Norwegen nach Spielen gegen Chile, Frankreich und Katar nach der Vorrunde aus.

## Titel und Erfolge
- FA-Cup-Sieger: 1991

## Privates
Erik Thorstvedts Sohn Kristian ist ebenfalls Fußballspieler und steht aktuell beim norwegischen Erstligisten Viking Stavanger unter Vertrag, wo auch er seine Karriere begann.

## Trivia
- Auf dem europäischen Cover des Spiels FIFA Soccer 95 ist Erik Thorstvedt zu sehen.